# Deltochilum verruciferum
Deltochilum verruciferum är en skalbaggsart som beskrevs av Felsche 1911. Deltochilum verruciferum ingår i släktet Deltochilum och familjen bladhorningar. Inga underarter finns listade i Catalogue of Life.